# Dimitrios Papadimoulis

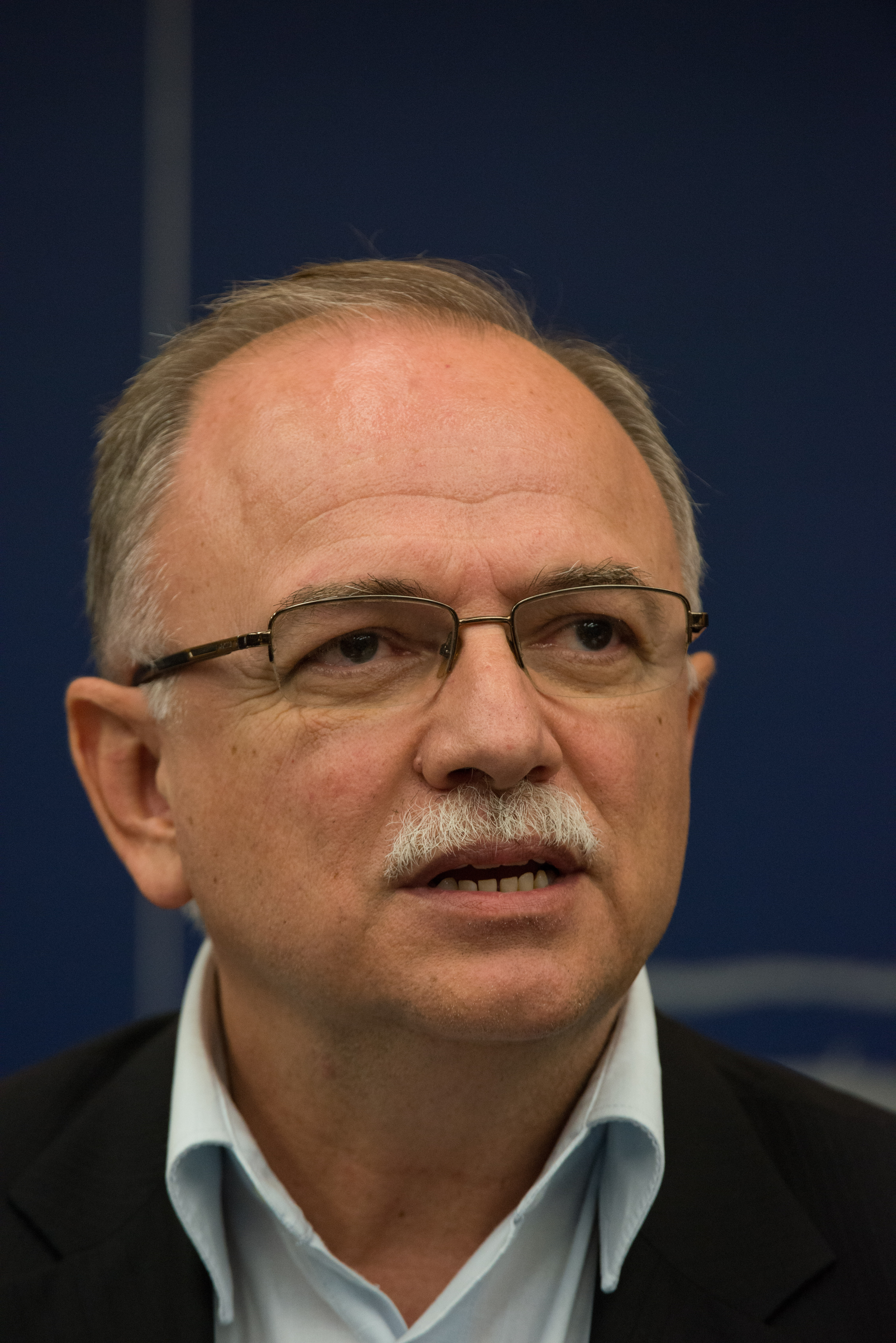
Dimitrios Papadimoulis (2014)

Dimitrios Papadimoulis, griechisch Δημήτρης Παπαδημούλης (* 21. März 1955 in Athen) ist ein griechischer Politiker (bis 2023 Syriza). Papadimoulis war von 2004 bis 2009 und von 2014 bis 2024 Mitglied des Europäischen Parlaments. Er war zudem ab 2014 einer der 14 Vizepräsidenten des Europäischen Parlaments, er wurde 2017 und 2019 in das Amt wiedergewählt.

## Leben

### Ausbildung
Papadimoulis wurde am 21. März 1955 in Athen geboren, wo er auch aufwuchs. Nach seiner Schulausbildung an der Varvaiko-Schule studierte er dank eines Stipendiums Ingenieurswesen an der Nationalen Technischen Universität Athen. Anschließend arbeitete er ab 1980 bis 2004 als Ingenieur und Geschäftsmann.

### Politisches Engagement in Griechenland
Papadimoulis engagierte sich bereits seit seiner Jugend politisch. So war er Mitglied des Präsidiums des Zentralkomitees der Griechischen Studierendenvereinigung (1976–1979) und gehörter unter anderem der kommunistischen Jugendorganisation Rigas Feraios an.
In späteren Jahren engagierte er sich in der Führungsebene der eurokommunistischen Partei ΚΚΕ Εσωτερικού sowie der Nachfolgepartei Elliniki Aristera. Papadimoulis gehörter unter anderem zum Ausschuss, der das Wahlbündnis zwischen Elliniki Aristera und der traditionellen kommunistischen Partei unter dem Titel „Koalition der Linken und des Fortschritts“ für die Wahlen 1989 vorbereitete. Papadimoulis verblieb auch nach dem Bruch des Wahlbündnisses und begleitete die Umwandlung der Partei in die Synaspismos und die spätere, heutige Synaspismos Rizospastikis Aristeras (SYRIZA).

### Erste Wahl ins Europaparlament

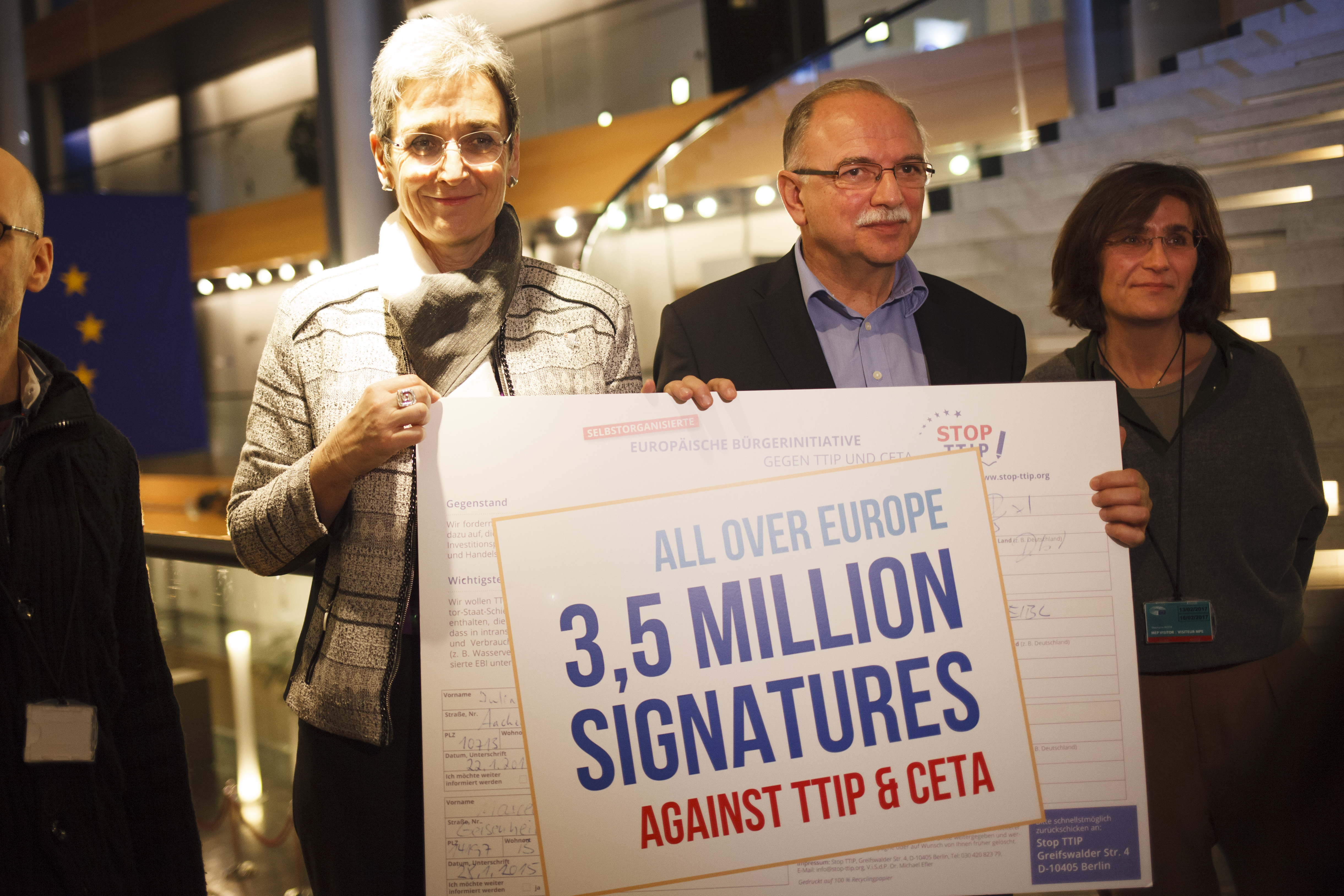
Ulrike Lunacek (l.) und Dimitrios Papadimoulis nehmen in ihrer Funktion als Vizepräsidenten des Europäischen Parlaments eine Anti-CETA-Petition in Empfang (2017)

2004 nominierte ihn die damalige Synaspismos für die Europawahl. Die Partei gewann gut 4 Prozent und damit nur eines der 21 griechischen Mandate. Papadimoulis trat der Konföderalen Fraktion der Vereinigten Europäischen Linken/Nordische Grüne Linke bei, in deren Fraktionsvorstand er auch gewählt wurde. In der 6. Wahlperiode (2004–2009) war er für die Fraktion Mitglied im Ausschuss für Umweltfragen, Volksgesundheit und Lebensmittelsicherheit sowie im Nichtständigen Ausschuss zum Klimawandel (2007–2009). Des Weiteren war er stellvertretendes Mitglied im Ausschuss für Beschäftigung und soziale Angelegenheiten (2004–2007), im Unterausschuss für Menschenrechte, im Ausschuss für Beschäftigung und soziale Angelegenheiten sowie im Nichtständigen Ausschuss zu den politischen Herausforderungen und Haushaltsmitteln der erweiterten Union 2007–2013.
2009 wechselte er zurück in die griechische Politik und kandidierte für die Parlamentswahlen. Er errang dort für Syriza ein Mandat, das er bis 2014 innehatte. In der Zeit war er unter anderem auch Mitglied der Parlamentarischen Versammlung des Europarates.

### Wiederwahl ins Europaparlament

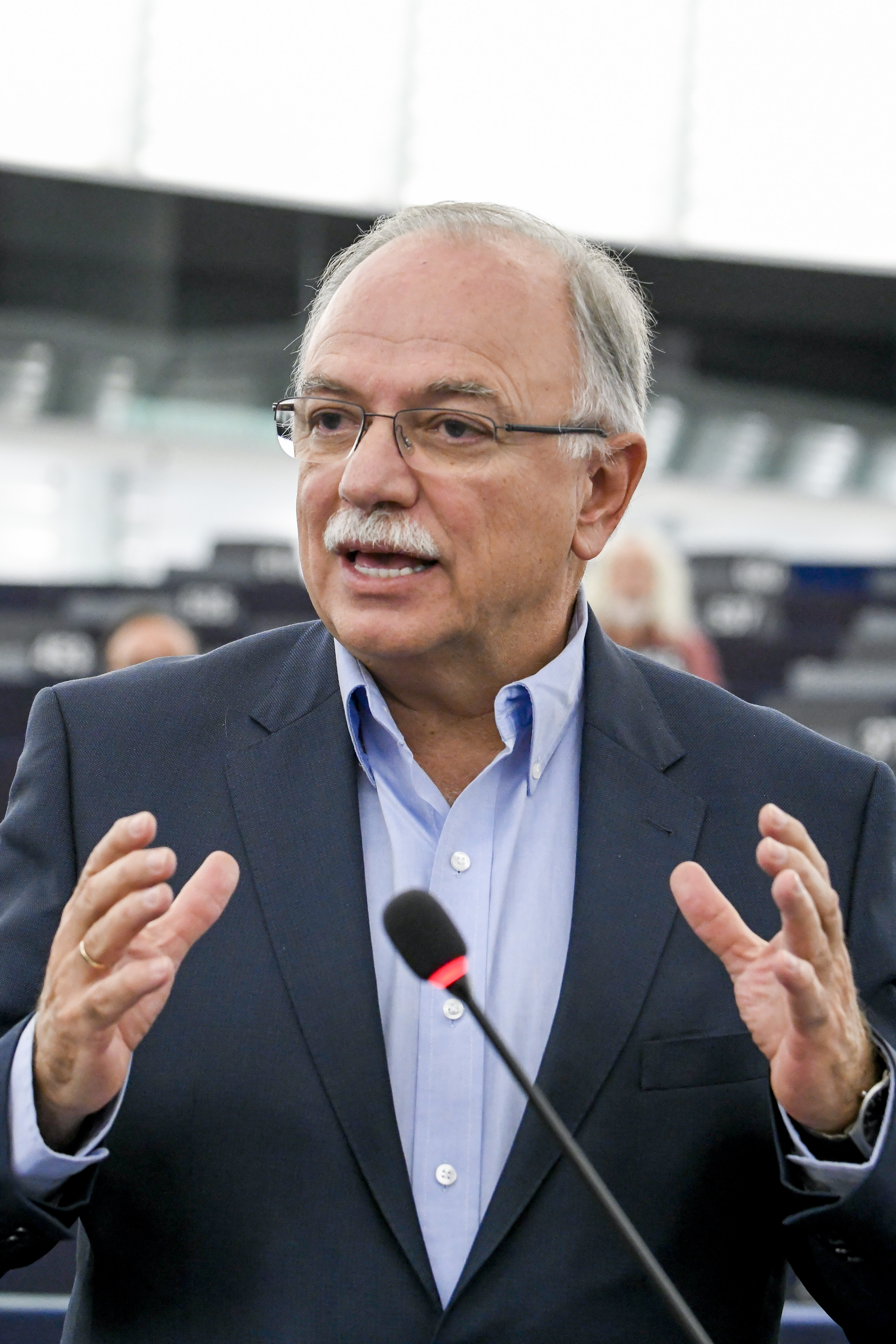
Papadimoulis im Europaparlament (2019)

Bei den Wahlen 2014 kandidierte Papadimoulis erneut für das Europäische Parlament. Aufgrund der politischen Umbrüche durch die europäische Wirtschaftskrise und deren Folgen in Griechenland gewann die Syriza, für die er kandidierte, haushoch: Mit 26,5 Prozent stellte die Partei nun 6 der 21 griechischen Mandate. Papadimoulis trat erneut der GUE/NGL-Fraktion bei, für die er erneut in den Vorstand gewählt wurde. Gleichermaßen wählte ihn die Abgeordnetenmehrheit des Europäischen Parlaments zu einem der 14 Vizepräsidenten des Parlaments, er erhielt im dritten Wahlgang 302 der 690 gültigen Stimmen. Abseits dieser Aufgaben war er zudem für seine Fraktion Mitglied im Ausschuss für Wirtschaft und Währung sowie stellvertretendes Mitglied im Ausschuss für regionale Entwicklung und im Sonderausschuss zu Steuervorbescheiden und anderen Maßnahmen ähnlicher Art oder Wirkung. Im Januar 2017, nach der Hälfte der Wahlperiode, wurden die Vizepräsidenten neu bzw. wiedergewählt; Papadimoulis gewann 469 von 638 gültigen Stimmen.
Für die Europawahlen 2019 nominierte ihn seine Partei erneut, Syriza gewann 23,7 Prozent und damit weiterhin 6 der 21 griechischen Mandate. In der konstituierenden Sitzung des Europaparlaments wählten ihn die Abgeordneten erneut zu einem der 14 Vizepräsidenten des Parlaments. Er erhielt im zweiten Wahlgang 401 der 663 Stimmen und ist der einzige Vizepräsident der Konföderalen Fraktion der Vereinigten Europäischen Linken/Nordische Grüne Linke. Des Weiteren ist er Mitglied im Ausschuss für Wirtschaft und Währung, im Haushaltsausschuss sowie stellvertretendes Mitglied im Ausschuss für regionale Entwicklung. Im November 2023 verließ er Syriza, verblieb jedoch in der Fraktion Die Linke im Europäischen Parlament.